# Draba subnivalis
Draba subnivalis är en korsblommig växtart som beskrevs av Braun-blanq. Draba subnivalis ingår i släktet drabor, och familjen korsblommiga växter. Inga underarter finns listade i Catalogue of Life.

## Bildgalleri

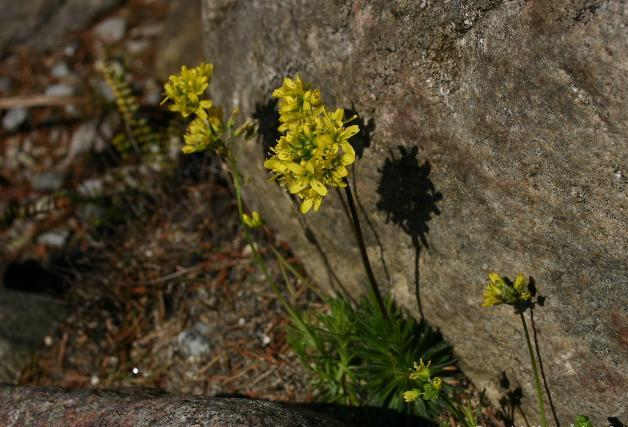